# Nagozela
Nagozela é uma povoação portuguesa do Município de Santa Comba Dão que foi sede da extinta Freguesia de Nagozela, freguesia que tinha 7,56 km² de área e 447 habitantes (2011), e, por isso, uma densidade populacional de 59,1 hab./km².

A Freguesia de Nagozela, que fora criada em 1985, por desanexação de território da freguesia de Treixedo, foi extinta (agregada) pela reorganização administrativa de 2013, tendo o seu território sido novamente fundido com o da Freguesia de Treixedo, para formar a União de Freguesias de Treixedo e Nagozela.
A atividade principal da maioria dos habitantes desta aldeia é a agricultura, devido à sua localização geográfica.

## População
| População da freguesia de Nagozela | População da freguesia de Nagozela | População da freguesia de Nagozela | População da freguesia de Nagozela | População da freguesia de Nagozela | População da freguesia de Nagozela | População da freguesia de Nagozela | População da freguesia de Nagozela | População da freguesia de Nagozela | População da freguesia de Nagozela | População da freguesia de Nagozela | População da freguesia de Nagozela | População da freguesia de Nagozela | População da freguesia de Nagozela | População da freguesia de Nagozela |
| ---------------------------------- | ---------------------------------- | ---------------------------------- | ---------------------------------- | ---------------------------------- | ---------------------------------- | ---------------------------------- | ---------------------------------- | ---------------------------------- | ---------------------------------- | ---------------------------------- | ---------------------------------- | ---------------------------------- | ---------------------------------- | ---------------------------------- |
| 1864                               | 1878                               | 1890                               | 1900                               | 1911                               | 1920                               | 1930                               | 1940                               | 1950                               | 1960                               | 1970                               | 1981                               | 1991                               | 2001                               | 2011                               |
|                                    |                                    |                                    |                                    |                                    |                                    |                                    |                                    |                                    |                                    |                                    |                                    | 603                                | 528                                | 447                                |

Freguesia criada pela Lei nº 40/84, de 31 de Dezembro, com lugares desanexados da freguesia de Treixedo
| Distribuição da População por Grupos Etários | Distribuição da População por Grupos Etários | Distribuição da População por Grupos Etários | Distribuição da População por Grupos Etários | Distribuição da População por Grupos Etários | Distribuição da População por Grupos Etários | Distribuição da População por Grupos Etários | Distribuição da População por Grupos Etários | Distribuição da População por Grupos Etários | Distribuição da População por Grupos Etários |
| -------------------------------------------- | -------------------------------------------- | -------------------------------------------- | -------------------------------------------- | -------------------------------------------- | -------------------------------------------- | -------------------------------------------- | -------------------------------------------- | -------------------------------------------- | -------------------------------------------- |
| Ano                                          | 0-14 Anos                                    | 15-24 Anos                                   | 25-64 Anos                                   | > 65 Anos                                    |                                              | 0-14 Anos                                    | 15-24 Anos                                   | 25-64 Anos                                   | > 65 Anos                                    |
| 2001                                         | 64                                           | 68                                           | 259                                          | 137                                          |                                              | 12,1%                                        | 12,9%                                        | 49,1%                                        | 25,9%                                        |
| 2011                                         | 46                                           | 39                                           | 215                                          | 147                                          |                                              | 10,3%                                        | 8,7%                                         | 48,1%                                        | 32,9%                                        |

Média do País no censo de 2001:  0/14 Anos-16,0%; 15/24 Anos-14,3%; 25/64 Anos-53,4%; 65 e mais Anos-16,4%

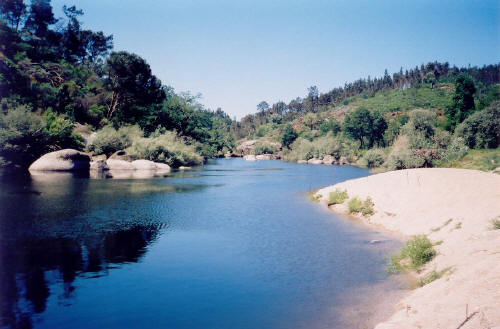

Média do País no censo de 2011:   0/14 Anos-14,9%; 15/24 Anos-10,9%; 25/64 Anos-55,2%; 65 e mais Anos-19,0%